# Beyren-lès-Sierck
Pour les articles homonymes, voir Beyren et Beyren (ruisseau).
Beyren-lès-Sierck [bɛʁən lɛ siʁk] est une commune française située dans le département de la Moselle, en région Grand Est.

## Géographie
| Puttelange-lès-Thionville |                   | Schengen ( Luxembourg) |
| Rodemack                  | Beyren-lès-Sierck |                        |
| Fixem                     |                   | Haute-Kontz            |

La commune se compose de deux villages : Beyren et Gandren.

### Hydrographie
La commune est située dans le bassin versant du Rhin au sein du bassin Rhin-Meuse. Elle est drainée par le ruisseau de Beyren, le ruisseau l'Altbach et le ruisseau Deibicherbaach.
Le Beyren, d'une longueur totale de 19,4 km, prend sa source dans la commune de Zoufftgen et se jette  dans  Ruisseau de Boler à Gavisse, après avoir traversé sept communes.
Le ruisseau l'Altbach, d'une longueur totale de 16,6 km, prend sa source dans la commune de Mondorff et se jette  dans la Moselle à Haute-Kontz, après avoir traversé cinq communes.

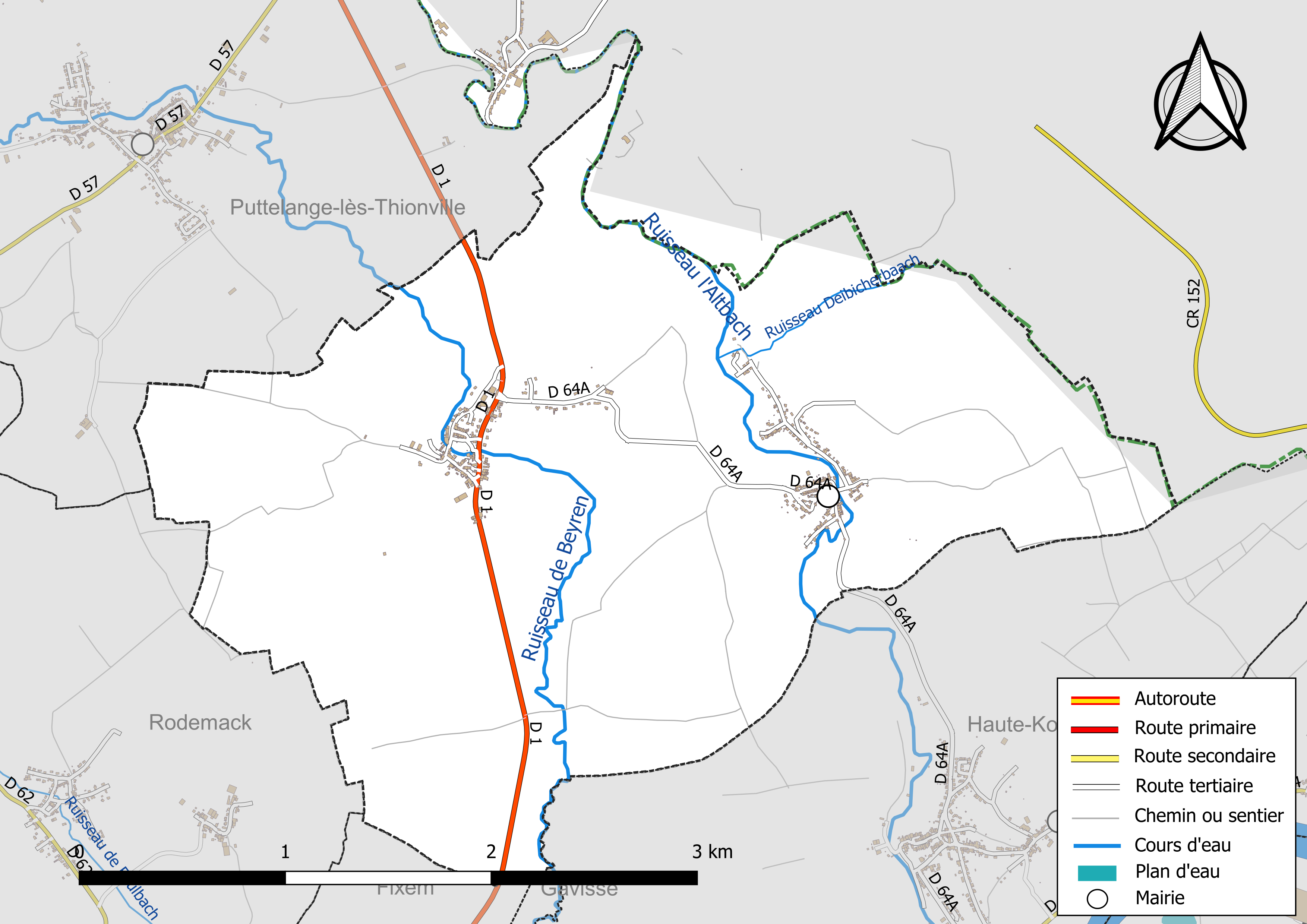
Réseaux hydrographique et routier de Beyren-lès-Sierck.

La qualité des eaux des principaux cours d’eau de la commune, notamment du ruisseau de Beyren et du ruisseau l'Altbach, peut être consultée sur un site spécial géré par les agences de l’eau et l’Agence française pour la biodiversité. Ainsi en 2020, dernière année d'évaluation disponible en 2022, l'état écologique du ruisseau l'Altbach était jugé mauvais (rouge).

### Climat
Pour des articles plus généraux, voir Climat du Grand Est et Climat de la Moselle.
En 2010, le climat de la commune est de type climat des marges montargnardes, selon une étude du Centre national de la recherche scientifique s'appuyant sur une série de données couvrant la période 1971-2000. En 2020, Météo-France publie une typologie des climats de la France métropolitaine dans laquelle la commune est exposée à un climat semi-continental et est dans la région climatique  Lorraine, plateau de Langres, Morvan, caractérisée par un hiver rude (1,5 °C), des vents modérés et des brouillards fréquents en automne et hiver. 
Pour la période 1971-2000, la température annuelle moyenne est de 9,9 °C, avec une amplitude thermique annuelle de 16,4 °C. Le cumul annuel moyen de précipitations est de 780 mm, avec 12,1 jours de précipitations en janvier et 8,9 jours en juillet. Pour la période 1991-2020, la température moyenne annuelle observée sur la station météorologique de Météo-France la plus proche, « Malancourt », sur la commune d'Amnéville à 26 km à vol d'oiseau, est de 10,2 °C et le cumul annuel moyen de précipitations est de 884,1 mm. 
La température maximale relevée sur cette station est de 39,3 °C, atteinte le 25 juillet 2019 ; la température minimale est de −17,9 °C, atteinte le 5 janvier 1985,,. 
Les paramètres climatiques de la commune ont été estimés pour le milieu du siècle (2041-2070) selon différents scénarios d'émission de gaz à effet de serre à partir des nouvelles projections climatiques de référence DRIAS-2020. Ils sont consultables sur un site spécial publié par Météo-France en novembre 2022.

## Urbanisme

### Typologie
Au 1er janvier 2024, Beyren-lès-Sierck est catégorisée commune rurale à habitat dispersé, selon la nouvelle grille communale de densité à sept niveaux définie par l'Insee en 2022.
Elle est située hors unité urbaine. Par ailleurs la commune fait partie de l'aire d'attraction de Luxembourg (partie française), dont elle est une commune de la couronne,. Cette aire, qui regroupe 115 communes, est catégorisée dans les aires de 700 000 habitants ou plus (hors Paris),.

### Occupation des sols
L'occupation des sols de la commune, telle qu'elle ressort de la base de données européenne d’occupation biophysique des sols Corine Land Cover (CLC), est marquée par l'importance des territoires agricoles (99,9 % en 2018), une proportion identique à celle de 1990 (99,9 %). La répartition détaillée en 2018 est la suivante : 
terres arables (50,9 %), prairies (42,8 %), zones agricoles hétérogènes (6,2 %), forêts (0,1 %). L'évolution de l’occupation des sols de la commune et de ses infrastructures peut être observée sur les différentes représentations cartographiques du territoire : la carte de Cassini (XVIIIe siècle), la carte d'état-major (1820-1866) et les cartes ou photos aériennes de l'IGN pour la période actuelle (1950 à aujourd'hui).

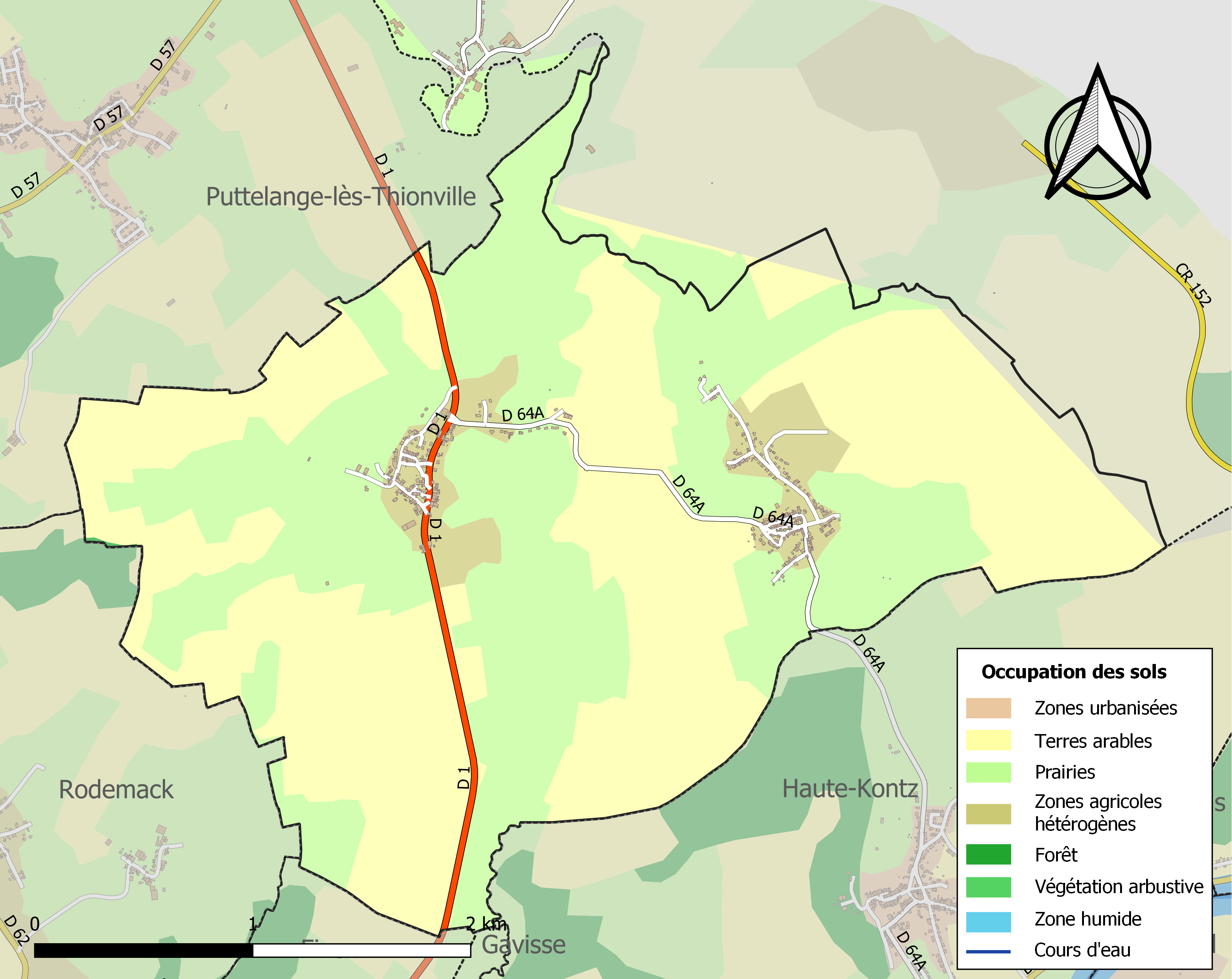
Carte des infrastructures et de l'occupation des sols de la commune en 2018 (CLC).

## Toponymie
- Beyren : Burias (762), Brunnacha (1023), Beiren (1506), Beuren et Beurem (1600), Biren ou Beuren (1756), Beyren (1793), Beyeren ou Balleren (1825)[15], Beyren-lès-Sierck (1926)[16]. Beiren en francique lorrain.

Du haut allemand bür, supposé venir de l’indo-européen bhû, « être » et « croître, bâtir ». Désignant à l’origine une habitation rurale.
- Gandren : a reçu le nom du ruisseau qui le traverse. Gandra (1230), Ganderen (XVIIe siècle), Gandern (1681), Gannerenne et Gamdrenne (1756)[15], Gaudrenne (1793), Gaudren (1801)[16]. Ganer et Ganeren en francique lorrain.

## Histoire
Beyren est un ancien village du duché de Luxembourg, il fut administré par la seigneurie de Rodemack. D'autre part, il a aussi dépendu en partie de la seigneurie foncière de Schengen et en partie de celle de Puttelange.
Ancienne paroisse de l'archevêché de Trèves (doyenné de Remich).
N'ayant pas formé une dépendance de la prévôté de Thionville, dans laquelle il se trouvait enclavé, cet endroit a continué de ressortir du duché de Luxembourg après le traité des Pyrénées et ne passa à la France qu'en vertu du traité de limites de 1769. Beyren fut ensuite incorporé en 1773 dans le bailliage de Thionville.
La commune a absorbé la localité de Gandren en 1812.
En 1817, ce village avait 259 habitants, 47 maisons, un moulin et un territoire productif de 363 hectares en terres et prés.

## Héraldique
| Blason de Beyren-lès-Sierck | Blason  | Écartelé aux 1 et 4 de gueules à l'écusson d'argent, et aux 2 et 3 d'argent à la croix ancrée de gueules, une crosse d'or en pal brochant sur le tout. |
| Blason de Beyren-lès-Sierck | Détails | |

## Politique et administration
| Période                                  | Période   | Identité         | Étiquette | Qualité |
| ---------------------------------------- | --------- | ---------------- | --------- | ------- |
| Les données manquantes sont à compléter. |           |                  |           |         |
| mars 1959                                | mars 1983 | Roger Leick      |           |         |
| mars 1983                                | mars 2001 | Gérard Linster   |           |         |
| mars 2001                                | mars 2008 | Claude Seiter    |           |         |
| mars 2008                                | mai 2020  | Émile Reicher    |           |         |
| mai 2020                                 | En cours  | Philippe Gaillot |           |         |

## Démographie
L'évolution du nombre d'habitants est connue à travers les recensements de la population effectués dans la commune depuis 1793. Pour les communes de moins de 10 000 habitants, une enquête de recensement portant sur toute la population est réalisée tous les cinq ans, les populations de référence des années intermédiaires étant quant à elles estimées par interpolation ou extrapolation. Pour la commune, le premier recensement exhaustif entrant dans le cadre du nouveau dispositif a été réalisé en 2008.

En 2022, la commune comptait 528 habitants, en évolution de +0,19 % par rapport à 2016 (Moselle : +0,52 %, France hors Mayotte : +2,11 %).
| 1793 | 1800 | 1806 | 1821 | 1836 | 1841 | 1861 | 1866 | 1871 |
| ---- | ---- | ---- | ---- | ---- | ---- | ---- | ---- | ---- |
| 284  | 228  | 204  | 527  | 690  | 687  | 603  | 595  | 583  |

| 1875 | 1880 | 1885 | 1890 | 1895 | 1900 | 1905 | 1910 | 1921 |
| ---- | ---- | ---- | ---- | ---- | ---- | ---- | ---- | ---- |
| 532  | 520  | 493  | 486  | 479  | 447  | 453  | 459  | 436  |

| 1926 | 1931 | 1936 | 1946 | 1954 | 1962 | 1968 | 1975 | 1982 |
| ---- | ---- | ---- | ---- | ---- | ---- | ---- | ---- | ---- |
| 448  | 414  | 385  | 317  | 330  | 302  | 307  | 308  | 353  |

| 1990 | 1999 | 2006 | 2008 | 2013 | 2018 | 2022 | - | - |
| ---- | ---- | ---- | ---- | ---- | ---- | ---- | - | - |
| 430  | 426  | 462  | 472  | 528  | 508  | 528  | - | - |

## Culture locale et patrimoine

### Lieux et monuments

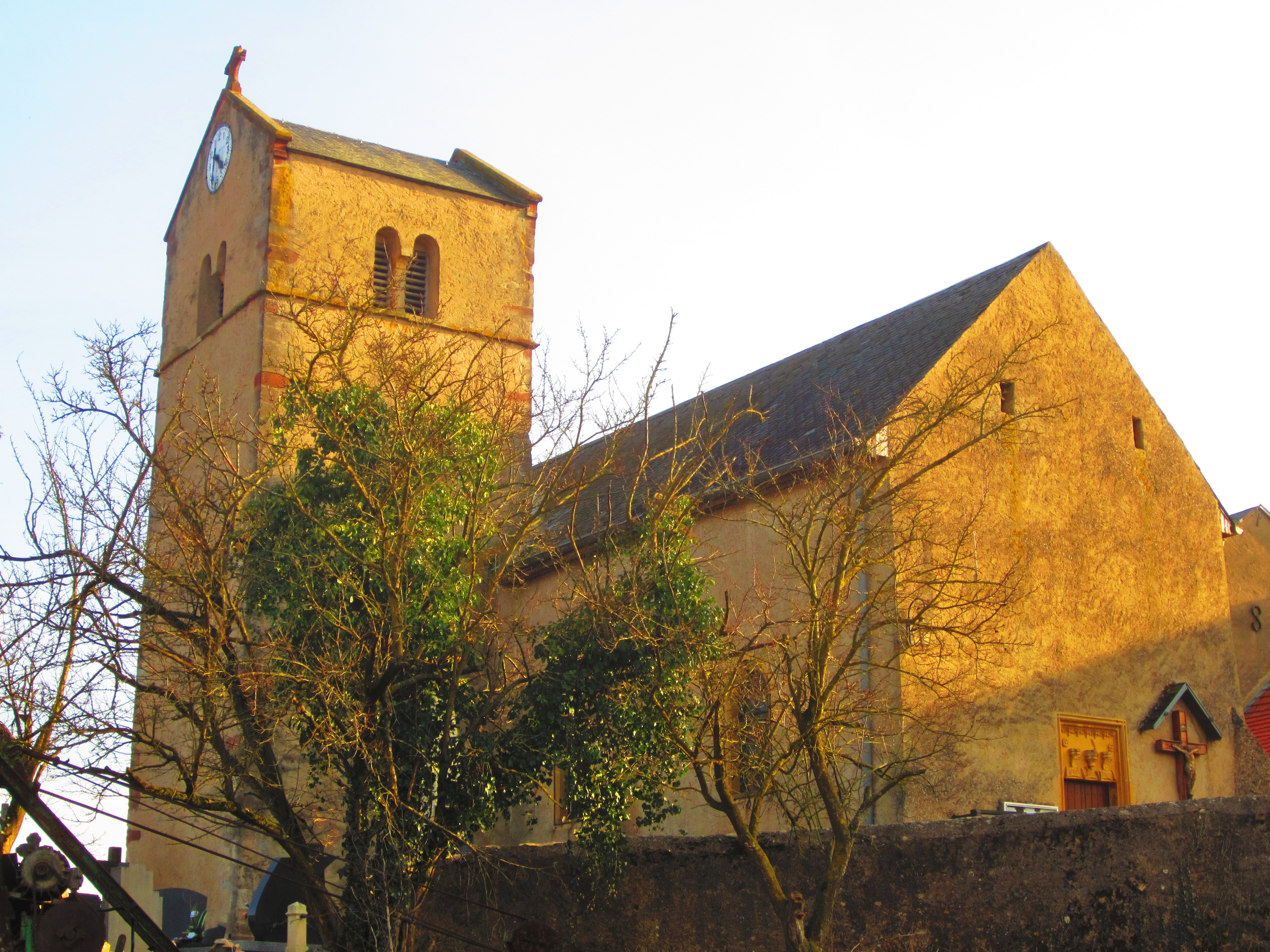
Église Saint-Médard à Gandren.

- Église paroissiale Saint-Barthélémy, construite en 1746, date portée sur la clef de l'arc triomphal ; sacristie construite en 1854 ; tour-clocher construite en 1900, autel à retable et statue de saint Barthélemy du XVIIIe siècle.
- Église dite chapelle Saint-Médard à Gandren, tour clocher du XIe siècle, ou XIIe siècle. Dépendance de l'abbaye Saint-Martin de Trèves depuis 1230 : clocher roman, clés décorées, portail ; cloche 1418, inscription gothique 1483, ensemble de statues. Nef et chœur, actuellement avant-chœur, reconstruit en 1482 (date portée sur le tympan de la porte entre avant-chœur et tour clocher). Les statues de saint Étienne, saint Martin et saint Benoît qui figuraient sur le portail de la façade occidentale ont disparu. Chœur allongé d'une travée en 1717 (date portée sur le chevet). Sacristie construite en 1854. Église restaurée en 1976. Sans doute jusqu'à la fin du XVIIIe siècle, l'église avait saint Étienne pour titulaire. Au XXIe siècle, il s'agit d'une église dite chapelle Saint-Médard.
- Bildstock de type « mélangé »[Note 4] érigé en 1748 ; il inclut un médaillon avec l'inscription « Mater dolorosa » ; ce bildstock est dynamité par des soldats français en 1939, puis remis en état à Thionville[23]

## Pour approfondir